# Gran Escarpa (Australia)
La Gran Escarpa en el este de Australia es una escarpa que corre al este de la Gran Cordillera Divisoria a lo largo de la mayor parte del este del continente. Fue creada debido a la formación de un nuevo margen continental en el Mesozoico, seguido por el levantamiento tectónico de la división y luego el retroceso de la escarpa. Se estima que el acantilado tiene aproximadamente 3600 kilómetros (2236,9 mi) de longitud, de norte a sur. 

## Formación
La Gran Escarpa se formó hace unos 80 millones de años debido al retroceso de la escarpa de un nuevo borde continental formado por fisuras. Esto fue similar al modelo en la grieta occidental de África Oriental. La Gran División es una deformación ascendente que se encuentra a decenas o cientos de kilómetros de la falla chásmica del margen continental, creando una divisoria de drenaje. La secuencia de formación parece haber comenzado con la erosión de la llanura y la formación de un patrón de río. Aún se pueden ver las huellas de estos ríos. Luego hubo flujos generalizados de basalto, después de lo cual la Gran División se levantó y finalmente la Gran Escarpa se formó a través de la retirada de la escarpa.

## Descripción
La Gran Escarpa se eleva a varios cientos de metros. Hacia el este, la zona costera es relativamente plana con un rápido proceso de erosión y pocas paleoformas de paisaje. Al oeste hay muchas paleoformas y las velocidades de proceso son lentas. La escarpa forma una serie de acantilados a lo largo del borde oriental de la meseta que se extiende hacia el este desde la Gran Cordillera Divisoria. En algunos lugares, la escarpa se encuentra entre 200 a 300 kilómetros (124,3 a 186,4 mi) más cerca del mar que la gama. El acantilado está cortado por estrechas gargantas que llevan los ríos al mar. Estos ríos han erosionado la meseta entre la Gran División y la escarpa, dejando a veces partes de la meseta que se destacan aisladas hacia el este. El retroceso de la escarpa a lo largo de los valles de los ríos en la región de Nueva Inglaterra parece estar avanzando a unos 2 kilómetros (1,2 mi) por millón de años.